# Fabio Celestini
Fabio Celestini, född 31 oktober 1975 i Lausanne, är en schweizisk fotbollstränare och före detta fotbollsspelare. Han är för närvarande huvudtränare för den schweiziska klubben FC Luzern.
Under sin karriär spelade han bland annat för Getafe, Levante, Olympique Marseille och Troyes. Celestini gjorde även 35 matcher för Schweiz herrlandslag i fotboll och var en del av truppen under Europamästerskapet i fotboll 2004.